# Bayram Şit
Bayram Şit (1930 – 29. května 2019) byl turecký zápasník, olympijský vítěz z roku 1952.

## Sportovní kariéra
Narodil se a vyrostl v obci Akşar v provincii Denizli. Od mala se věnoval tradičnímu tureckému zápasu karakucak. S olympijským zápasem ve volném stylu se seznámil na střední škole v Denizli. K vrcholvé přípravě se dostal v Ankaře během vojenské služby. V turecké reprezentaci se pohyboval od počátku padesátých let dvacátého století v pérové váze do 62 kg.
V roce 1952 startoval na olympijských hrách v Helsinkách namísto úřadujícího mistra světa Nurettina Zafera, který měl problémy s profesionalismem – vydělávání peněz sportovní činností. Do Helsinek přijel ve výborné formě. Přes náročný los se bez většího zaváhání probojoval mezi finálovou trojici. V úvodním finálovém zápase porazil verdiketem 3-0 Íránce Násera Givečího a zisk zlaté olympijské medaile potvrdil vítězstvím před časovým limitem na lopatky nad Američanem Joe Hensonem.
V roce 1956 obhajoval zlatou olympijskou medaili na olympijských hrách v Melbourne opět ve své pérové váze do 62 kg. Ve třetím kole prohrál v repríze finále mistrovství světa v Jokohamě v roce 1954 s Japoncem Šózó Sasaharou a dostal vysoký příděl tří negativních klasifikačních bodů. Aby se v soutěži zachránil potřeboval ve čtvrtém kole porazit před časovým limitem Íránce Násera Givečího. Zvítězil pouze na technické body za což dostal jeden negativní klasifikační bod a součtem pěti negativních klasifikačních bodů byl z turnaje vyřazen.
Od roku 1957 ho v reprezentaci v pérové váze nahradil Mustafa Dağıstanlı. Sportovní kariéru ukončil v roce 1961. Věnoval se trenérské práci na klubové i reprezentační úrovni. V roce 1964 přijal nabídku Francouzského olympijského výboru a pracoval jako odborný konzultant u francouzské reprezentace volnostylařů. Jeho trenérské hodiny v období 1964-1967 pomohli dostat se mezi světovou špičku budoucímu mistru světa a olympijskému medailistovi Danielu Robinovi.

## Výsledky

### Volný styl
| Turnaj            | 1952 | 1953 | 1954 | 1955 | 1956 |
| Turnaj            | 22   | 23   | 24   | 25   | 26   |
| Turnaj            | -62  | -62  | -62  | -62  | -62  |
| ----------------- | ---- | ---- | ---- | ---- | ---- |
| Olympijské hry    | 1.   |      |      |      | úč.  |
| Mistrovství světa |      |      | 2.   |      |      |

### Olympijské hry a mistrovství světa
| Olympijské hry a mistrovství světa              | Olympijské hry a mistrovství světa           | Olympijské hry a mistrovství světa           | Olympijské hry a mistrovství světa           | Olympijské hry a mistrovství světa           | Olympijské hry a mistrovství světa           | Olympijské hry a mistrovství světa           | Olympijské hry a mistrovství světa           | Olympijské hry a mistrovství světa           | Olympijské hry a mistrovství světa           | Olympijské hry a mistrovství světa           |
| Kolo                                            | Výsledek                                     | Bilance                                      | Soupeř                                       | Výsledek                                     | NKB                                          | ∑NKB                                         | Styl                                         | Datum                                        | Turnaj                                       | Místo                                        |
| 1956 Olympijské hry do 62 kg ve volném stylu    | 1956 Olympijské hry do 62 kg ve volném stylu | 1956 Olympijské hry do 62 kg ve volném stylu | 1956 Olympijské hry do 62 kg ve volném stylu | 1956 Olympijské hry do 62 kg ve volném stylu | 1956 Olympijské hry do 62 kg ve volném stylu | 1956 Olympijské hry do 62 kg ve volném stylu | 1956 Olympijské hry do 62 kg ve volném stylu | 1956 Olympijské hry do 62 kg ve volném stylu | 1956 Olympijské hry do 62 kg ve volném stylu | 1956 Olympijské hry do 62 kg ve volném stylu |
| ----------------------------------------------- | -------------------------------------------- | -------------------------------------------- | -------------------------------------------- | -------------------------------------------- | -------------------------------------------- | -------------------------------------------- | -------------------------------------------- | -------------------------------------------- | -------------------------------------------- | -------------------------------------------- |
| 4. kolo                                         | vítězství                                    |                                              | Náser Givečí (IRI)                           | verdikt 3-0                                  | 1                                            | 5                                            | Zápas ve volném stylu                        | 28.-30. listopadu 1956                       | Olympijské hry                               | Melbourne, Austrálie                         |
| 3. kolo                                         | prohra                                       |                                              | Šózó Sasahara (JPN)                          | verdikt 0-3                                  | 3                                            | 4                                            | Zápas ve volném stylu                        | 28.-30. listopadu 1956                       | Olympijské hry                               | Melbourne, Austrálie                         |
| 2. kolo                                         | vítězství                                    |                                              | Muhammad Názir (PAK)                         | verdikt 2-1                                  | 1                                            | 1                                            | Zápas ve volném stylu                        | 28.-30. listopadu 1956                       | Olympijské hry                               | Melbourne, Austrálie                         |
| 1. kolo                                         | vítězství                                    |                                              | John Elliott (AUS)                           | lopatky                                      | 0                                            | 0                                            | Zápas ve volném stylu                        | 28.-30. listopadu 1956                       | Olympijské hry                               | Melbourne, Austrálie                         |
| 1954 Mistrovství světa do 62 kg ve volném stylu |                                              |                                              |                                              |                                              |                                              |                                              |                                              |                                              |                                              |                                              |
| 1952 Olympijské hry do 62 kg ve volném stylu    |                                              |                                              |                                              |                                              |                                              |                                              |                                              |                                              |                                              |                                              |
| 7. kolo (F)                                     | vítězství                                    |                                              | Joe Henson (USA)                             | lopatky                                      | 0                                            | 1 (F)                                        | Zápas ve volném stylu                        | 22.-23. července 1952                        | Olympijské hry                               | Helsinki, Finsko                             |
| 6. kolo (F)                                     | vítězství                                    |                                              | Náser Givečí (IRI)                           | verdikt 3-0                                  | 1                                            | 1 (F)                                        | Zápas ve volném stylu                        | 22.-23. července 1952                        | Olympijské hry                               | Helsinki, Finsko                             |
| 4. kolo                                         | vítězství                                    |                                              | Rauno Mäkinen (FIN)                          | lopatky                                      | 0                                            | 2                                            | Zápas ve volném stylu                        | 22.-23. července 1952                        | Olympijské hry                               | Helsinki, Finsko                             |
| 3. kolo                                         | vítězství                                    |                                              | Henry Holmberg (SWE)                         | verdikt 3-0                                  | 1                                            | 2                                            | Zápas ve volném stylu                        | 22.-23. července 1952                        | Olympijské hry                               | Helsinki, Finsko                             |
| 2. kolo                                         | vítězství                                    |                                              | Ibrahimpaša Dadašov (URS)                    | verdikt 3-0                                  | 1                                            | 1                                            | Zápas ve volném stylu                        | 22.-23. července 1952                        | Olympijské hry                               | Helsinki, Finsko                             |
| 1. kolo                                         | vítězství                                    |                                              | Roger Bielle (FRA)                           | lopatky                                      | 0                                            | 0                                            | Zápas ve volném stylu                        | 22.-23. července 1952                        | Olympijské hry                               | Helsinki, Finsko                             |